# Evangelisches Diakoniewerk Gallneukirchen

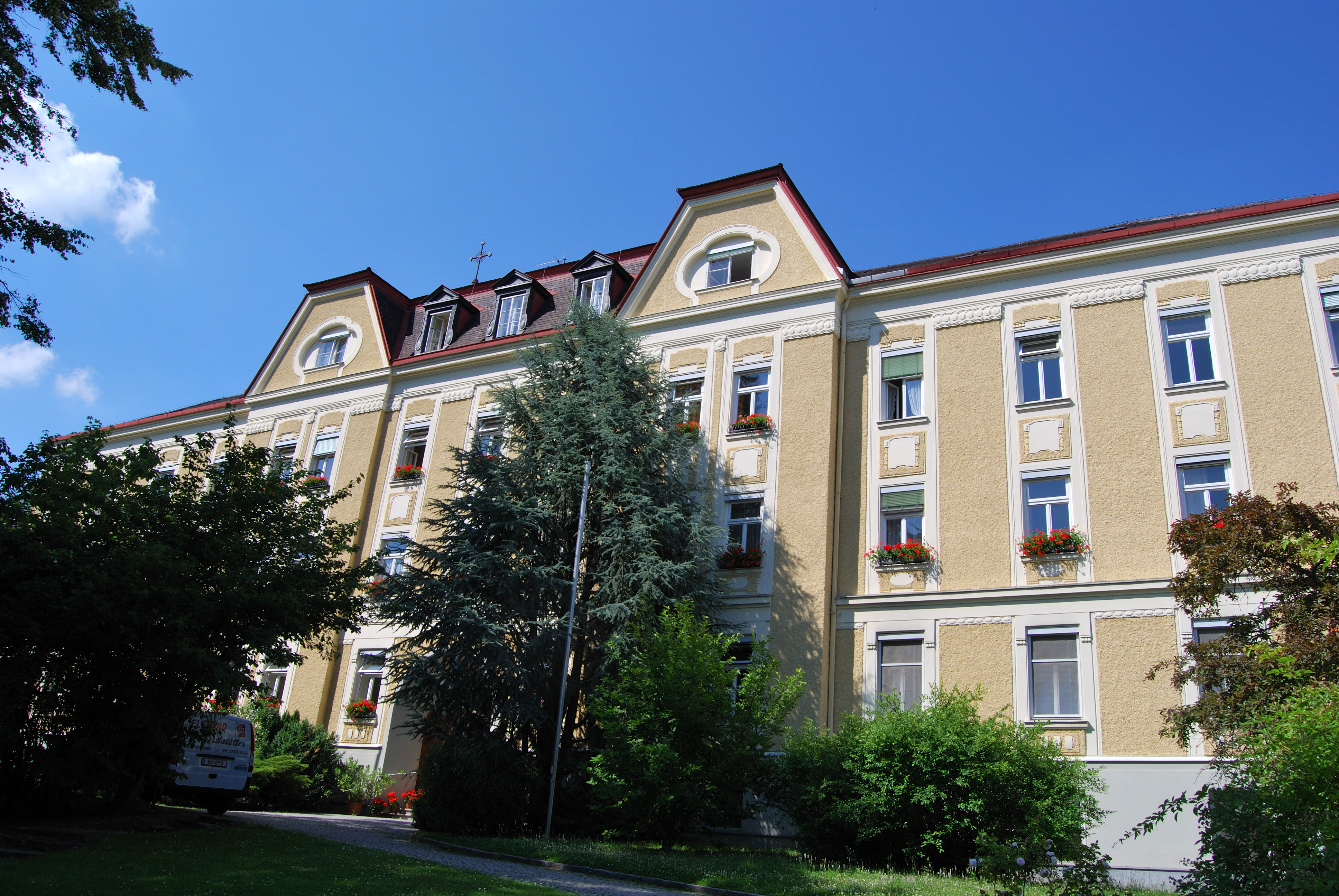
Mutterhaus Bethanien

Das Evangelische Diakoniewerk Gallneukirchen ist eine diakonische Unternehmensgruppe in Österreich. Es ist aus dem 1874 in Oberösterreich gegründeten „Verein für Innere Mission“ entstanden. Das Diakoniewerk ist Mitglied der Diakonie Österreich, eines der fünf großen Wohlfahrtsverbände in Österreich.

## Tätigkeitsfeld
Das Diakoniewerk ist als Unternehmen im Sozial- und Gesundheitsbereich in Österreich und im internationalen Umfeld tätig. Es entwickelt Angebote für Menschen im Alter und Menschen mit Behinderung. Weitere Bereiche sind Gesundheit, Bildung und die Entwicklung neuer, sozialraumorientierter Wohnkonzepte.
Älteren Menschen mit und ohne Demenz bietet das Diakoniewerk Wohn- und Betreuungsleistungen für ein selbstbestimmtes Leben im Alter. Das Angebot reicht von alternativen Wohnformen wie Hausgemeinschaften über Wohnen mit Betreuung bzw. Generationenwohnen bis hin zu Tagesbetreuungen, Kurzzeitpflege, mobile Dienste, 24h.Betreuung, Besuchsdienste und Beratungen.
Das Diakoniewerk begleitet Menschen mit Behinderungen in Arbeits- und Tagesstrukturen, Wohn- und Therapieeinrichtungen und ermöglicht mobile Dienste und Beratungen. Im Sinne der Förderung einer inklusiven Gesellschaft finden beeinträchtigte Menschen in den integrativen Betrieben des Diakoniewerks (z. B. Kulinarium in Engerwitzdorf) oder in Kooperationsbetrieben (z. B. dem ReVital Shop Gallneukirchen) eine sinnvolle Beschäftigung.
Weiters umfasst das Betreuungsangebot des Diakoniewerks auch die Begleitung von Flüchtlingen im Rahmen von Deutschkursen und rechtlichen und psychologischen Beratungen.
Der Gesundheitsbereich umfasst die medizinische und pflegerische Versorgung, Geburtshilfe und Gesundheitsvorsorge in Kliniken sowie unterschiedliche Therapieformen in Therapiezentren.
Das Tätigkeitsfeld wird durch drei Heime für Studierende, ein Hotel, eine Buchhandlung und eine Gärtnerei mit Bioladen ergänzt. Als Weiterbildungsinstitut des Diakoniewerks bietet die Diakonie Akademie Kurse und Lehrgänge in den Bereichen Begleitung und Betreuung, Pflege, Persönlichkeitsentwicklung, Führung, Organisation und körperliche und seelische Gesundheit an.
Das ehrenamtliche Engagement von Freiwilligen ergänzt die Arbeit der hauptberuflichen Mitarbeiter und Mitarbeiterinnen in den Einrichtungen des Diakoniewerks.

## Geschichte
Die Ursprünge reichen in die Zeit 1806 bis 1815 zurück, als der katholische Pfarrer Martin Boos in Gallneukirchen wirkte. Auf Grund seiner Predigten wendete sich ein Teil der Gläubigen vom katholischen Glauben ab, die so genannten Boosianer, aus denen später die evangelische Pfarrgemeinde (1846 als Teil der evangelischen Gemeinde von Thening, ab 1870 eigenständig) hervorging. Um 1864 erfuhr der Pfarrer Ludwig Schwarz von den Schriften Martin Boos und von Boosianern. Er ließ sich von Görz nach Gallneukirchen versetzen und wurde der erste Pfarrer der neu gegründeten evangelische Pfarre. 1874 gründete er mit der evangelischen Pfarrgemeinde den Verein für Innere Mission. Um geeignete Fachkräfte für die Hilfe und Pflege von hilfsbedürftigen Menschen zu bekommen, griff der Verein auf die Tradition der Diakonissen zurück. Somit erfolgte im Jahr 1877 die Gründung des Diakonissen-Mutterhauses Bethanien mit zwei Diakonissen, Elise Lehner aus Kirchberg-Thening und Elisabeth Obermeir aus Leonding. Ludwig Schwarz hielt engen Kontakt zu seinem Bruder Ernst Schwarz, der nur kurze Zeit später das evangelische Diakoniewerk Waiern in Kärnten gründete.
Bald erstreckte sich der Wirkungsbereich des Vereins und der Diakonissen über das Mühlviertel und Oberösterreich hinaus. Elise Lehner wurde 1888 zur ersten Oberin der nun schon 18 Diakonissen umfassenden Schwesternschaft gewählt. 1909 zogen in das neu gebaute Diakonissen-Mutterhaus Bethanien in Gallneukirchen bereits 95 Schwestern ein. Ihre Arbeit verstanden sie im Sinne des biblischen Verses aus dem Galaterbrief, der über dem Eingang des Mutterhauses zu lesen ist: „In Christo Jesu gilt der Glaube, der durch die Liebe tätig ist“.
Die Arbeit des Vereins weitete sich ständig aus, auch in den Kriegs- und Zwischenkriegsjahren. Daher waren die Einsatzbereiche der Diakonissen sehr vielfältig – von der Kranken- und Altenpflege, über die Betreuung von Menschen mit Behinderung, von Kindern in Heimen, Internaten und Kindergärten und von erholungssuchenden Menschen, bis hin zur Arbeit als Gemeindeschwester reichten die Aufgaben. Geographisch wurde fast das gesamte Gebiet der damaligen Donaumonarchie abgedeckt.
Die nationalsozialistische Herrschaft betraf auch die Menschen im Diakoniewerk Gallneukirchen: Im Jänner 1941 wurden 64 Menschen mit Behinderung im Schloss Hartheim bei Alkoven ermordet. Ein Mahnmal im Garten des Hauses Bethanien erinnert bis heute daran.
Nach dem Zweiten Weltkrieg erreichte die Zahl der Diakonissen ihren historischen Höchststand, durch die Aufnahme von aus osteuropäischen Mutterhäusern geflüchteten Diakonissen. 1957 wurde der Verein in „Diakonissenanstalt“ umbenannt. Mit dem Jahr 1963 und der letzten Einsegnung von Diakonissen begann die sukzessive Verkleinerung der Diakonissenschwesternschaft und der Anzahl der diakonischen Schwestern, die es seit 1939 als eine weitere Form von Schwesternschaft gab. Heute leben im Haus Abendfrieden noch zwei Diakonissen und drei diakonische Schwestern, das ehemalige Mutterhaus erhält mit der OÖ. Landessonderausstellung 2015 und der Nachnutzung durch Einrichtungen der Behinderten- und Seniorenarbeit sowie der Bildung eine neue Bestimmung.
Trotz abnehmender Schwesternzahlen konnten die Einrichtungen und Arbeitsfelder des 1971 in „Evangelisches Diakoniewerk Gallneukirchen“ umbenannten Sozialunternehmens mit immer mehr weltlichen Mitarbeiterinnen und Mitarbeitern weiter ausgebaut werden. Das Engagement der Diakonissen hat wesentlich dazu beigetragen, dass sich das Diakoniewerk zu einem anerkannten Unternehmen im Sozial-, Gesundheits- und Bildungsbereich entwickeln konnte.

## Haus Bethanien

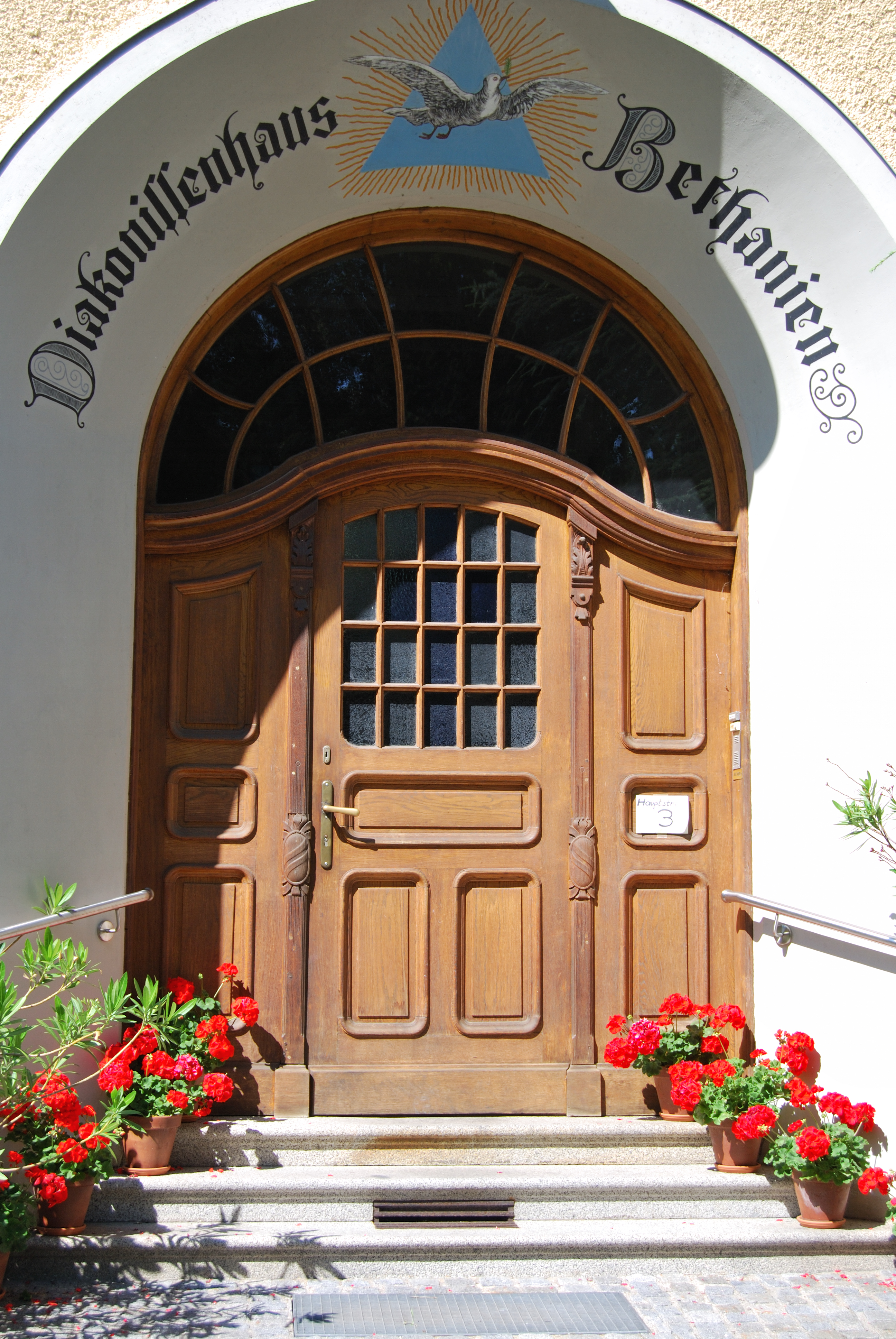
Eingangstor

Das Haus Bethanien diente mehr als 100 Jahre lang als Mutterhaus für die Diakonissen. Im Mutterhaus bereiteten sich die Diakonissen als Probeschwestern auf ihren Dienst vor. Dort wohnten sie teilweise auch, wenn ihr Wirkungsort in unmittelbarer Nähe war. Mit dem Ende der Diakonissentradition hat das Diakonissen-Mutterhaus Bethanien seine Bestimmung verloren. Dank der Landessonderausstellung 2015 war es dem Diakoniewerk möglich, das Haus für eine Nachnutzung vorzubereiten. Das Haus Bethanien beherbergt heute eine Kunstwerkstatt (Beschäftigungsangebot für Menschen mit Behinderungen), das Zentrum für Freizeit-Sport-Bildung FRISBI, acht Mietwohnungen und eine Tagesbetreuung für Menschen im Alter, Räume der Diakonie-Akademie, einen Bewegungsraum und eine Lehrküche für die Schule für Sozialbetreuungsberufe, ein Museum und Historisches Archiv sowie das Café & Bistro KOWALSKI.

## Standorte
Das Diakoniewerk ist in Oberösterreich, Salzburg, Steiermark, Tirol, Wien, Niederösterreich und an Auslandsstandorten tätig.

## Publikationen
- 125 Jahre Diakoniewerk. Nächstenliebe in unserer Zeit. Aufsatzsammlung, Herausgeber Evangelisches Diakoniewerk Gallneukirchen, Gallneukirchen 1999, ISBN 3-901835-09-1.